# (1790) Волков
(1790) Волков — астероид, открытый Людмилой Ивановной Черных 9 марта 1967 в Крымской астрофизической обсерватории.
Назван в честь лётчика-космонавта СССР, дважды Героя Советского Союза Владислава Волкова, который погиб при разгерметизации спускаемого аппарата Союз-11.